# Guerra contra Segismundo
La guerra contra Segismundo (en sueco: Kriget mot Sigismund) fue una guerra entre el duque Carlos, más tarde conocido como el rey Carlos IX de Suecia, y Segismundo, que en ese momento era el rey tanto de Suecia como de la Mancomunidad de Polonia-Lituania (es decir, el rey de Polonia y el gran duque de Lituania). Con una duración de 1598 a 1599, también se la llama Guerra de Deposición contra Segismundo, ya que el foco del conflicto fue el intento de deponer a este último del trono de Suecia . La guerra finalmente resultó en la deposición de Segismundo (con el duque Carlos asumiendo el gobierno y luego también accediendo al trono), la disolución de la Unión Polaco-Sueca y el comienzo de una guerra de once años.

## Antecedentes
Cuando Esteban I Báthory murió en 1586, Segismundo Vasa, hijo del rey Juan III y Catalina Jagiellón, fue elegido rey de la Mancomunidad polaco-lituana en un intento de continuar la alianza polaco-sueca, con el propósito original de enfrentarse a Iván IV "el Terrible" de Rusia. Segismundo había jurado ceder Estonia a la Mancomunidad.
Cuando el rey Juan III murió en 1592, su hijo Segismundo, rey de Polonia desde 1587, accedió al trono sueco. Entonces surgieron los conflictos. El duque Carlos, el único hijo vivo de Gustavo I Vasa, no aprobó la adhesión de Segismundo, su sobrino y católico, al gobierno de un reino que bien podría ser suyo.
Después de que Segismundo fuera coronado rey de Suecia el 19 de febrero de 1594, decidió que no se podía convocar ningún parlamento (riksdagar) sin el consentimiento del rey. A pesar de esto, Carlos convocó un Parlamento en Söderköping en el otoño de 1595, en el que logró aprobar su testamento. El duque fue nombrado regente con "el asesoramiento del Consejo", lo que significa que iba a gobernar Suecia junto con el Consejo Privado durante la ausencia del rey del Reino. Poco después, la nobleza de Finlandia, encabezada por el gobernador designado por Segismundo, Klaus Fleming, rechazó estas decisiones. Simpatizaban con el rey y consideraban a Carlos un rebelde. Como contraataque, Charles instigó una rebelión contra Fleming, la Guerra del Garrote, entre los granjeros de Ostrobotnia.
Fleming logró sofocar la revuelta pero murió en abril de 1597. Aproximadamente al mismo tiempo, llegó una carta del cuartel general de Segismundo en Polonia que decía que no aceptaría a Carlos como regente. El duque luego usó una táctica que había empleado su padre, a saber, renunciar a su cargo. Sin embargo, la respuesta no fue la que Carlos esperaba: el rey aceptó la renuncia de Carlos e invirtió todo el poder en el Consejo Privado.
A pesar de la difícil situación, Carlos convocó otro Parlamento ilegal el mismo año, esta vez en Arboga. Sólo uno de los Consejeros Privados apareció. La razón fue que el objetivo de Charles de deponer a Segismundo ahora se había revelado, y los hombres entendieron que se estaba gestando una revuelta seria. Cuando el duque Carlos amenazó a los ausentes con severos castigos, algunos de ellos perdieron el coraje. Erik Gustavsson Stenbock, Arvid Gustavsson Stenbock, Erik Brahe y Sten Báner huyeron inmediatamente con Segismundo.
Así, en 1597 estalló la guerra, y el duque Carlos pudo asumir el control de una gran parte de los poderosos castillos del país, y de esta manera consiguió el control de casi todo el Reino. El problema era Finlandia, donde la viuda de Klaus Fleming custodiaba el castillo de Åbo. Pero después de una guerra psicológica, Carlos y sus seguidores lograron tomar el castillo en Turku (en sueco: Åbo). Se dice que cuando el duque entró en la capilla del castillo vio el cuerpo de Klaus Fleming en un ataúd. Se dice que dijo: "Si ahora hubieras estado vivo, tu cabeza no habría estado a salvo". Luego, se dice que la viuda de Fleming, Ebba Stenbock, se acercó al duque y respondió: "Si mi difunto esposo hubiera estado vivo, Su Alteza nunca habría entrado aquí".
Cuando Segismundo se enteró de lo que había sucedido en Finlandia perdió la paciencia. El rey no podía aceptar las acciones irrespetuosas del duque Carlos y decidió usar la fuerza.

## La campaña de la salchicha y la caída de Kalmar
En febrero de 1598, Segismundo reunió un ejército formado por apenas 5.000 hombres, en su mayoría mercenarios húngaros y alemanes. Se había propuesto un ejército más grande, pero se había descartado porque Segismundo esperaba que las fuerzas suecas se unieran a él y tampoco quería entrar en conflicto con ellas.
Los asesores y el rey esperaban el apoyo militar de Finlandia y Estonia (hogares de la nobleza sueca anteriormente comandada por el barón Klaus Fleming). También querían ayuda de Dinamarca-Noruega y partidarios de Sigismundo en Suecia. El diplomático Laski fue enviado, pero Dinamarca no mostró ningún interés.
En mayo, los hombres de Segismundo comenzaron a avanzar hacia el norte. El ejército se reunió en Marienburgo (Malbork), donde el alemán báltico de Livonia, Jürgen Farensbach, fue nombrado comandante. El ejército iba a ser transportado desde Danzig (Gdańsk) a Suecia en barcos suecos, pero los estados suecos declinaron. Se negaron a prestarle barcos mientras permaneciera con un ejército extranjero. Hubo sospechas generalizadas contra Segismundo y sus guerreros católicos. Por lo tanto, los Estados prometieron proteger al duque Carlos y a los demás que se rebelaron contra el rey.
Como los suecos se negaron a ayudar con el transporte, Segismundo tuvo que comprar y capturar barcos. Cuando se hubo apoderado de cien barcos, el ejército pudo emprender su viaje a Suecia. Debido a los malos vientos, el viaje a través del mar tomó mucho tiempo. Por lo tanto, no se pudo emprender un ataque coordinado de los finlandeses y los soldados polacos de Segismundo. Los soldados finlandeses, comandados por el gobernador Arvid Eriksson (Stålarm), desembarcaron en Uppland una semana antes que Segismundo. El duque Carlos se dirigía a Kalmar cuando los finlandeses invadieron Uppland. Inmediatamente cabalgó hacia Estocolmo para defender la ciudad.
Mientras tanto, tres líderes protestantes, Nicolaus Olai Bothniensis, Laurentius Paulinus Gothus y Ericus Jacobi Skinnerus, intentaron detener a los finlandeses leales a Segismundo. Pudieron obtener el apoyo de los granjeros de Uppland y, después de algunos combates menores, los hombres de Stålarm se retiraron. Se sintieron amenazados por la armada del duque Carlos y se les ordenó que no se involucraran en ninguna batalla importante. Este evento ha sido llamado de manera algo peculiar "Campaña de la salchicha", porque los granjeros capturaron las bolsas de los finlandeses que contenían salchichas. La campaña de la salchicha fue una victoria menor para el duque Carlos, pues la mayor amenaza venía del sur.
A finales de mayo de 1598 Segismundo desembarcó en suelo sueco en Avaskär. El rey abrió pacíficamente enviando al diplomático Samuel Łaski a Kalmar para negociar. Su tarea era convencer a los comandantes de la ciudad para que abrieran las puertas. Sin embargo, las negociaciones no llevaron a ninguna parte. En cambio, el rey tomó a sus soldados y marchó sobre Kalmar. El ejército se detuvo en las afueras de la ciudad. El plan era asustar a los comandantes para que abrieran las puertas. Para hacer su mensaje aún más aterrador, Segismundo amenazó a la ciudad con severos castigos y con retirar la nobleza de todos los niños de la ciudad. La propaganda funcionó bien y Segismundo pudo hacer su anhelada entrada el 1 de agosto.

## Eventos decisivos
Después de la caída de Kalmar, el duque Carlos se encontró con un gran problema en sus manos. El ejército de la Corona polaca atrajo a seguidores suecos y Estocolmo, que carecía de defensa militar, fue tomada fácilmente con la ayuda de la nobleza y los oficiales de Götaland . Después de este evento, la caballería de Uppland se unió a Segismundo y se movilizaron nuevas fuerzas en Finlandia y Estonia.
Un grupo de enviados de Brandeburgo, Prusia y Mecklenburgo viajó de un lado a otro entre los campamentos del duque Carlos y Segismundo durante tres semanas, tratando de lograr la paz. A pesar de sus grandes esfuerzos, fracasaron. Segismundo navegó con su infantería al castillo de Stegeborg el 11 de agosto. La caballería se dirigió al mismo lugar por tierra. La situación de Carlos no era óptima. Los únicos puntos brillantes fueron el escape de Göran Nilsson Gyllenstierna, el ex comandante de Estocolmo, y la negativa de la armada sueca a unir fuerzas con los polacos.
Łaski tomó el castillo de Estocolmo y Segismundo ahora tenía el control de Estocolmo, la llave de Suecia. Sin embargo, Segismundo y su flota navegaron hacia una violenta tormenta: cientos de hombres fueron arrojados por la borda y perecieron. Este incidente cambió drásticamente la situación. De repente, el rey estaba en una posición expuesta. El 22 de agosto desembarcó en Stegeborg con apenas 100 hombres, una situación que empeoró por la presencia cercana del ejército descansado de Carlos. Los hombres de Sigismund ya habían tomado las fortalezas de Älvsborg y Gullberg en otras partes del país. En el área alrededor de Stegeborg, el duque Carlos se había retirado a Linköping, desde donde podía bloquear el suministro de tropas a Segismundo. El rey estaba rodeado por un total de 7.000 hombres, incluidos los suecos que se unieron a él después del desembarco.
El 28 de agosto, el duque Carlos y sus hombres partieron de Linköping. Acamparon en Mem, a pocos kilómetros al noroeste de Stegeborg. Al mismo tiempo, las negociaciones entre las partes estaban en curso. El duque solicitó respuestas claras de Segismundo, que el rey interpretó como una indicación de que se avecinaba un asalto. Su propio ejército estaba en una trampa, pero contaba con la ayuda de otras fuerzas en otros lugares. Hans Vejer recibió la orden de atacar a los suecos por la espalda, desde el oeste; otro comandante, Farensbach, dispuso sus fuerzas en orden de batalla frente al enemigo. Carlos respondió de inmediato.
En la mañana del 8 de septiembre, los suecos atacaron a Segismundo en la Batalla de Stegeborg. Los suecos tuvieron un comienzo de verdadera pesadilla y, después de unas horas, la victoria de Segismundo era clara. Siendo magnánimo, el rey ordenó que cesaran las matanzas, lo que permitió que Carlos y su ejército escaparan.
Los suecos perdedores se retiraron rápidamente a su campamento en Mem Castle. Las pérdidas ascendieron a 300 hombres, pero la pérdida de prestigio perjudicó más a Carlos. Se sintió más humillado por el comportamiento magnánimo de Sigismund. La tensión creció tanto que Carlos, normalmente testarudo, quiso abdicar y escapar del país con su familia. Sin embargo, algunos oficiales superiores lograron persuadirlo para que se quedara.
Las negociaciones se reanudaron y dieron lugar a un alto el fuego de dos días. Durante estos días hubo muchas maniobras entre las fuerzas. Segismundo convocó a más soldados de Polonia, al mismo tiempo que la armada sueca navegaba hacia la costa. El rey estuvo a cargo de la situación hasta que la armada sueca, comandada por Joachim Scheel, ancló en las afueras de Stegeborg. Debido a los vientos desfavorables, no habían podido hacer esto antes. Pero una vez que llegaron allí, las tornas volvieron a cambiar. Dado que Scheel trajo consigo nuevas fuerzas, Carlos podría aumentar las apuestas en las negociaciones. La armada también bloqueó cualquier refuerzo a Segismundo desde Polonia.
Segismundo inmediatamente se sintió amenazado y trató el bloqueo como una declaración de guerra. Por este motivo, él y los polacos abandonaron Stegeborg el 20 de septiembre para marchar sobre Linköping. El ejército del duque Carlos lo siguió de inmediato. La noche del 25 de septiembre destacamentos menores se enfrentaron entre sí.
La mañana del 25 de septiembre de 1598 los ejércitos se enfrentaron en un gran enfrentamiento en la Batalla de Stångebro. Carlos volvió a ofrecer conversaciones, pero atacó en la niebla mientras los hombres de Segismundo se retiraban a su campamento, lo que resultó en que solo los mercenarios pelearan ya que sus suecos se negaron a pelear. El duque Carlos obtuvo una victoria decisiva que obligó a Segismundo a aceptar términos duros. Charles exigió que el rey enviara a casa a todo su ejército, pero que él mismo se quedara y esperara un Parlamento. Además, fueron capturados varios suecos que se habían puesto del lado de Segismundo, incluidos sus partidarios en el Consejo. Estos fueron ejecutados más tarde en el baño de sangre de Linköping de 1600.
El acuerdo se selló con una cena entre Carlos y Segismundo en el castillo de Linköping . El rey, que estaba bajo presión, temiendo por su vida sin su ejército y dándose cuenta de que había perdido la batalla política, huyó durante los próximos días a Polonia a finales de 1598. Al mismo tiempo que se firmaba el tratado de paz en Linköping, se producían conflictos en Dalarna . Allí, un alguacil partidario de Segismundo, Jacob Näf, había tratado de levantar a los dalecarlianos contra el duque Carlos, y se produjo el caos. Näf fue ejecutado y los dalecarlianos emprendieron la llamada Campaña de Neaf (1598), quemando y matando hasta el ferry de Brunnbäck. En Västergötland, Carl Carlsson Gyllenhielm, hijo ilegítimo del duque Carlos, derrotó la rebelión.

## Año 1599
El rey tenía planeado regresar a Suecia, lo que levantó la moral entre sus seguidores. Sin embargo, estos planes nunca se pusieron en práctica. Pero la guerra no había terminado. Continuó durante unos meses, mientras Carlos intentaba recuperar las ciudades que aún estaban en manos de Segismundo.
Empezó nombrando un nuevo gobierno municipal en Estocolmo. Luego regañó a los burgueses, quienes, según él, no habían defendido lo suficiente la ciudad. Todo terminó con muchas personas encarceladas, entre ellas el arzobispo Abraham Angermannus, que había apoyado a Segismundo.
Luego, las fuerzas suecas, dirigidas por Carl Carlsson Gyllenhielm, marcharon hacia Kalmar para sitiar la ciudad. Johan Larsson Sparre defendió las murallas y el castillo con la esperanza de que el rey regresara a Suecia, pero nunca recibió ayuda y la noche del 1 al 2 de marzo la ciudad fue asaltada. Gyllenhielm y Samuel Nilsson recibieron la orden de atacar la puerta norte. El propio duque Carlos dirigió el ataque a la puerta occidental. Después de una pelea corta y dura, los hombres de Charles lograron escalar las paredes. Sin embargo, desde que los soldados comenzaron a saquear la ciudad, se perdió la oportunidad de capturar el castillo de Kalmar de un solo golpe.
Los días siguientes, el castillo demostró ser más tenaz de lo esperado. Johan Larsson Sparre mantuvo alejados a los suecos y finalmente llegaron seis barcos polacos. Estos, sin embargo, fueron rechazados por cuatro barcos suecos más pequeños y fuego de artillería sueco desde dentro de la ciudad. Cuando los barcos polacos no pudieron hacer nada, la esperanza desapareció para los defensores dentro del castillo. El 12 de mayo se rindieron. Después de eso, Johan Larsson Sparre y sus hombres más cercanos, incluidos Christoffer Andersson Stråle y Lars Andersson Rålamb, fueron capturados.
Después del asalto y captura de Kalmar, el foco de la guerra se trasladó a Finlandia. Fortaleza tras fortaleza comenzaron a ser capturadas en julio. Al principio, Hans Klasson Bielkenstierna y Peder Stolpe comandaron la batalla contra los seguidores de Segismundo, pero el 19 de agosto, el duque Carlos asumió personalmente el mando. Con la ayuda de la marina, aplastó a los últimos restos y, en septiembre, todos los seguidores de Segismundo se habían ido, detenido o ejecutado, por ejemplo, en el baño de sangre de Åbo.

## Consecuencias y consecuencias

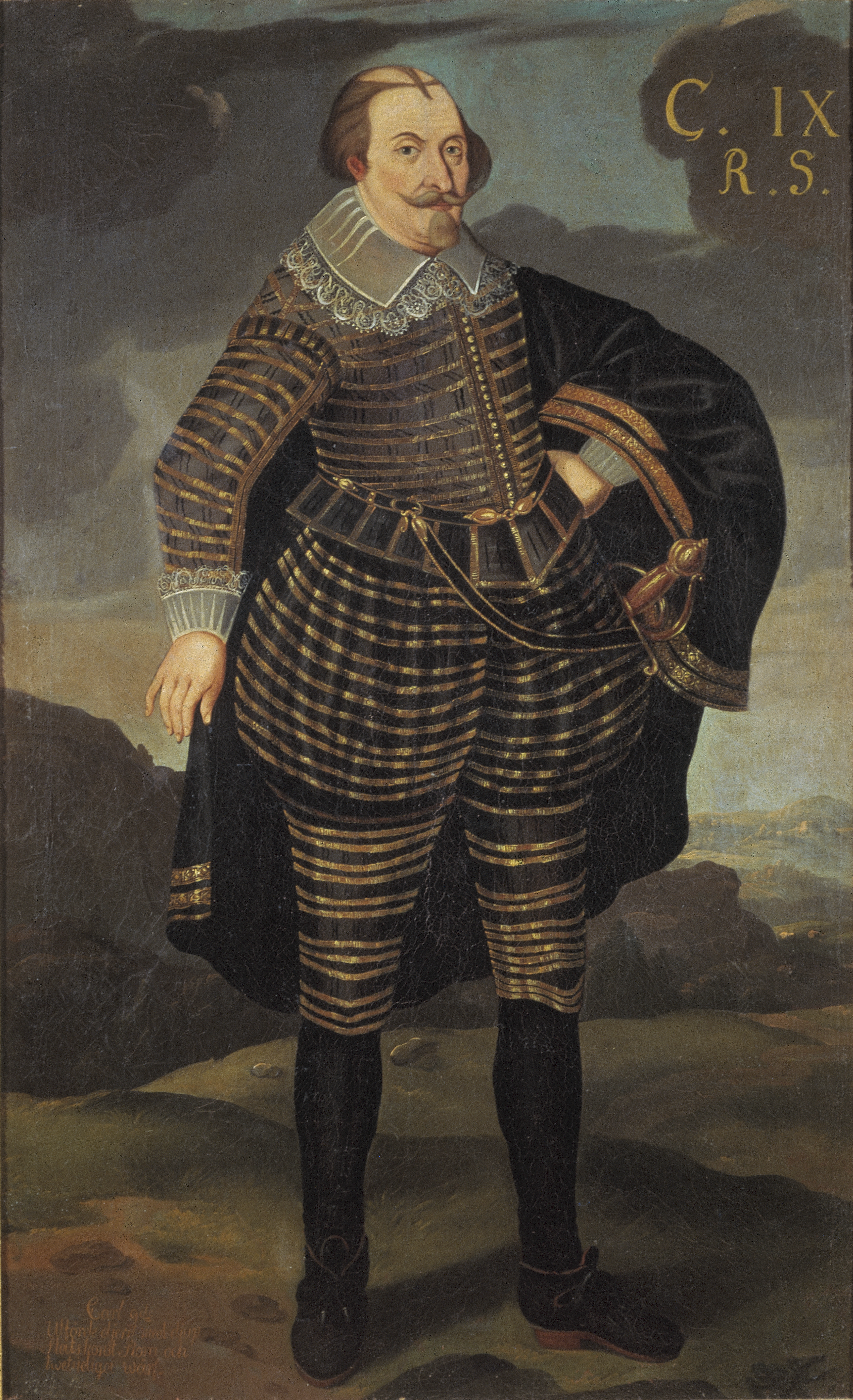
Carlos IX, 1550-1611.

Segismundo fue depuesto oficialmente del trono de Suecia por un Parlamento, Riksdag, celebrado en Estocolmo el 24 de julio de 1599. Le dieron seis meses para decir si quería enviar a su hijo, el príncipe Ladislao de Polonia, a Suecia como su sucesor, con la condición de que el niño fuera educado en la fe evangélica. De lo contrario, los Estados buscarían un nuevo rey.
En febrero de 1600, el duque Carlos convocó a los estados del Reino a Linköping. Como Segismundo no había proporcionado una respuesta, los Estados eligieron al duque Carlos como rey Carlos IX de Suecia. Las consecuencias para quienes habían apoyado a Segismundo fueron devastadoras. Los más destacados entre ellos fueron asesinados por el nuevo rey, en lo que se llamó el "baño de sangre de Linköping".
Durante el invierno y la primavera de 1600, Carlos también ocupó la parte sueca de Estonia, ya que los comandantes del castillo habían mostrado simpatía por Segismundo. La invasión de Carlos a Livonia condujo a una serie de guerras con Polonia, comenzando con la Segunda Guerra Polaco-Sueca.
Carlos aceptó la corona como Carlos IX en 1604.